# Sabina Głuch
Sabina Głuch (ur. 1974 w Wieliczce) – polska aktorka teatralna i filmowa oraz artystka kabaretowa, instruktor teatralny.

## Życiorys
Swoją przygodę z aktorstwem zaczęła w wieku 5 lat, grając w spektaklu „Przyjaciele łąki” w Centrum Kultury i Turystyki w Wieliczce. W 1993 wystąpiła w spektaklu telewizyjnym Balladyna, gdzie wcieliła się w postać Aliny.
W latach 1994–1998 występowała w Teatrze Zagłębia w Sosnowcu (do 1997 jako adept, a następnie aktorka), a od sezonu 1998/1999 do 2002 w Teatrze Nowym w Zabrzu. W latach 2010–2013 wystąpiła w kilku spektaklach w Teatrze Polskim w Bielsku-Białej.
W 2000 roku ukończyła studia w Akademii Sztuk Teatralnych im. Stanisława Wyspiańskiego w Krakowie. Od 1999 występuje w Teatrze „Bagatela” im. Tadeusza Boya-Żeleńskiego. Popularność przyniosła jej rola nauczycielki języka polskiego Jolanty Żabińskiej w serialu Szkoła.
Prowadziła zajęcia z zakresu terapii przez sztukę w ramach Bielskiego Stowarzyszenia Artystycznego „Teatr Grodzki”. Występowała w założonym w 2013 bielskim kabarecie TON. W 2016 wraz z Karolem Wolskim współtworzyła kabaret Wolski. W 2019 wspólnie z Juliuszem Wątrobą założyła kabaret FANaberie.

## Filmografia
- 1993: Balladyna (spektakl telewizyjny) – Alina
- 1997: Ścinki (etiuda szkolna) – obsada aktorska
- 2001: Święta wojna – Izabela (odc. 67)[8]
- 2004: Fala zbrodni – Joanna, kochanka Drozda (odc. 23)
- 2009: Tak nam się usiadło – żona[8]
- 2013: Dzieciaki – matka Patryka (odc. 3)[8]
- 2014–2020: Szkoła – Jolanta Żabińska, nauczycielka języka polskiego[8]
- 2019: Ślad – pielęgniarka Danuta Murek (odc. 103)[8]
- 2020: Barwy szczęścia – Zuzanna (odc. 2290)[8]
- 2021: Ojciec Mateusz – Joanna (odc. 318)
- 2021: Na Wspólnej – pacjentka (odc. 3171)
- 2024: Klan - Daria Pędzik, żona Szymona

## Role teatralne
- 1995: Królowa Śniegu – Gerda (Teatr Zagłębia Sosnowiec)
- 1995: Król Lir – Kordelia (Teatr Zagłębia Sosnowiec)
- 1995: Pan Tadeusz – Zosia (Teatr Zagłębia Sosnowiec)
- 1996: Paryżanin – Marie (Teatr Zagłębia Sosnowiec)
- 1996: Yerma, czyli bezpłodna – Maria, Praczka I, Samica II (Teatr Zagłębia Sosnowiec)
- 1997: Sowizdrzał z Sosnowic – Dosia Rzepianka (Teatr Zagłębia Sosnowiec)
- 1997: Tango – Ala (Teatr Zagłębia Sosnowiec)
- 1997: Zmierzch – Marusia (Teatr Zagłębia Sosnowiec)
- 1997: Jaś i Małgosia – Małgosia (Teatr Zagłębia Sosnowiec)
- 1998: Kubuś Fatalista i jego pan – panna d’Aisnon (Teatr Nowy Zabrze)
- 1998: Każdemu skarb – dziewczyna (Teatr Nowy Zabrze)
- 2000: Tartuffe – Marianna (Teatr Nowy Zabrze)
- 2000: Dziady. Część druga – dzieweczka (Teatr Nowy Zabrze)
- 2000: Królowa Śniegu – Gerda (Teatr Nowy Zabrze)
- 2000: Wszystko w rodzinie – pielęgniarka oddziałowa (Teatr Nowy Zabrze)
- 2001: Dobrze skrojony frak – Ewa (Teatr Nowy Zabrze)
- 2001: Śluby panieńskie – Klara (Teatr Nowy Zabrze)
- 2002: Big Popiel – Popielica (Teatr Rampa w Warszawie)
- 2010: Nowe Wyzwolenie – gospodyni (Teatr Polski Bielsko-Biała)
- 2011: Proces – pani wicedyrektor (Teatr Polski Bielsko-Biała)
- 2012: Amadeus – Venticello (Teatr Polski Bielsko-Biała)
- 2013: Sferia (Teatr Polski Bielsko-Biała)
- 2013: Balladyna (Teatr Polski Bielsko-Biała)

Źródło.